# Река (фильм, 1984)
«Река» (англ. The River) — американский драматический фильм 1984 года, режиссёра Марка Райделла, с Мелом Гибсоном и Сисси Спейсек в главных ролях. Фильм получил специальную награду премии «Оскар» (за монтаж звуковых эффектов), а также был номинирован на эту премию ещё в четырёх категориях.

## Краткое описание
Том Гарви (Мел Гибсон) со своей семьёй — женой Мэй (Сисси Спейсек) и двумя детьми, владеющие небольшой фермой в штате Теннесси, пытаются противостоять местному магнату Джо Уэйду (Скотт Гленн), который намеревается скупить все здешние земли в долине, чтобы затопить их и создать на их месте водохранилище для плотины будущей гидроэлектростанции.

## В ролях
- Мел Гибсон — Том Гарви
- Сисси Спейсек — Мэй Гарви
- Шэйн Бэйли — Льюис Гарви
- Бекки Джо Линч — Бет Гарви
- Скотт Гленн — Джо Уэйд
- Дон Худ — сенатор Neiswinder
- Билли Грин Буш — Харв Стэнли
- Джеймс Толкан — Ховард Симпсон
- Барри Праймус — Рой

## Награды и номинации
| Премия «Оскар» (1985)                                                      |           |
| • Лучшая актриса — Сисси Спейсек                                           | Номинация |
| • Лучшая музыка (Оригинальный саундтрек) — Джон Уильямс                    | Номинация |
| • Лучшая операторская работа — Вилмош Жигмонд                              | Номинация |
| • Лучший звук — Ник Альфин, Роберт Тёрлуэлл, Ричард Портман, Дэвид М. Ронн | Номинация |
| • Премия за особые достижения (за монтаж звуковых эффектов) — Кэй Роуз     | Победа    |
| Премия «Золотой глобус» (1985)                                             |           |
| • Лучшая актриса в драматическом фильме — Сисси Спейсек                    | Номинация |
| • Лучшая музыка к фильму — Джон Уильямс                                    | Номинация |
| Премия «Золотая бобина», общества «Аудиомонтажёры кино» (MPSE) (1985)      |           |
| • Лучший звуковой монтаж — звуковые эффекты                                | Победа    |